# Frihetlig marxism
Frihetlig marxism är en strömning inom marxismen som bygger på en mindre auktoritär tolkning av Karl Marx (1818–1883) teoribildning, till skillnad från den ortodoxa marxismen och olika skolor (såsom stalinism och maoism). Strömningen är också mindre reformistisk än den socialdemokratiska tolkningen. Den frihetliga marxismen bygger i huvudsak på ett antal texter av Marx som till exempel Ekonomisk-filosofiska manuskript (1844), Grundrisse (1858) och Pariskommunen (1871). Den frihetliga marxismen betonar möjligheten av att arbetarklassen själv kan befria sig och skapa sin framtid utan hjälp av ett revolutionärt parti eller en statsmakt.
Det finns olika skolor inom den frihetliga marxismen som autonom marxism/autonomism, situationism, rådskommunism etc. Den frihetliga marxismen har haft stor påverkan på den "postmoderna" utomparlamentariska vänstern. Tillsammans med olika anarkistiska riktningar (som anarko-syndikalism) brukar den frihetliga marxismen gå under beteckningen frihetlig socialism. 
Några kända frihetliga marxistiska teoretiker är Anton Pannekoek, Cornelius Castoriadis och Guy Debord. Den frihetliga marxismen har även påverkat personer som till exempel Erich Fromm.